# Colligyrus
Colligyrus é um género de gastrópode da família Hydrobiidae.
Este género contém as seguintes espécies:
- Colligyrus convexus
- Colligyrus depressus Herschler, 1999
- Colligyrus greggi (Pilsbry, 1935)